# Finale della UEFA Champions League 2014-2015
La finale della 60ª edizione della Champions League è stata disputata sabato 6 giugno 2015 all'Olympiastadion di Berlino tra gli spagnoli del Barcellona e gli italiani della Juventus.

## Le squadre
| Squadre    | Partecipazioni precedenti (il grassetto indica la vittoria) |
| ---------- | ----------------------------------------------------------- |
| Juventus   | 7 (1973, 1983, 1985, 1996, 1997, 1998, 2003)                |
| Barcellona | 7 (1961, 1986, 1992, 1994, 2006, 2009, 2011)                |

## Il cammino verso la finale
Il Barcellona di Luis Enrique, qualificato alla manifestazione grazie al secondo posto nella Liga, ha superato agilmente la fase a gironi, nella quale era testa di serie del gruppo G composto dai francesi del Paris Saint-Germain, dagli olandesi dell'Ajax e dai ciprioti dell'APOEL; con cinque vittorie e una sola sconfitta (2-3 a Parigi), i catalani hanno guadagnato il primo posto e la qualificazione con due turni di anticipo. Agli ottavi di finale gli inglesi del Manchester City sono sconfitti con un risultato complessivo di 3-1. Ai quarti c'è stato il replay del big match del girone G: la sfida tra PSG e Barcellona ha visto nuovamente gli Azulgrana avere la meglio sui parigini con un punteggio aggregato di 5-1. In semifinale i tedeschi del Bayern Monaco vengono liquidati già al Camp Nou, con un perentorio 3-0 che di fatto ha dato la qualificazione in finale al Barça, rendendo ininfluente la successiva sconfitta per 2-3 subìta nel match di ritorno all'Allianz Arena.
La Juventus di Massimiliano Allegri ha superato con qualche difficoltà la fase a gironi, nella quale era stata inserita nel gruppo A composto interamente da campioni nazionali, insieme agli spagnoli dell'Atlético Madrid, ai greci dell'Olympiacos e agli svedesi del Malmö FF; la qualificazione agli ottavi giunge solo all'ultima giornata, grazie al pareggio interno per 0-0 contro i Colchoneros che vale il secondo posto del raggruppamento, dietro proprio ai madrileni. Agli ottavi i Bianconeri hanno incontrato i tedeschi del Borussia Dortmund, superati con un risultato complessivo di 5-1. Più incerto il confronto dei quarti di finale con i monegaschi del Monaco, sconfitti di misura difendendo a Monte Carlo l'1-0 conquistato in precedenza nella sfida di andata a Torino. In semifinale i piemontesi estromettono gli iberici del Real Madrid, detentori del trofeo, grazie alla vittoria per 2-1 allo Stadium e al successivo 1-1 nel retour match del Bernabéu, tornando così in finale di Champions League a dodici anni dalla loro precedente apparizione.

### Tabella riassuntiva del percorso
Note: In ogni risultato sottostante, il punteggio della finalista è menzionato per primo. (C: Casa; T: Trasferta)
| Squadra         | P.ti | G |
| --------------- | ---- | - |
| Atlético Madrid | 13   | 6 |
| Juventus        | 10   | 6 |
| Olympiacos      | 9    | 6 |
| Malmö FF        | 3    | 6 |

| Squadra             | P.ti | G |
| ------------------- | ---- | - |
| Barcellona          | 15   | 6 |
| Paris Saint-Germain | 13   | 6 |
| Ajax                | 5    | 6 |
| APOEL               | 1    | 6 |

## Contesto
All'Olympiastadion di Berlino va in scena la finale tra Juventus, all'ottava presenza nell'atto conclusivo della competizione dopo l'ultima sconfitta del 2003, e Barcellona, anch'esso all'ottava finale dopo l'ultimo trionfo del 2011. L'allenatore degli italiani, Allegri, schiera la squadra col 4-3-1-2: davanti al capitano Buffon, la linea difensiva a quattro è composta da Evra e Lichtsteiner come terzini e da Bonucci e Barzagli come difensori centrali. In mediana Pirlo è supportato da Pogba e Marchisio, mentre Vidal è il trequartista alle spalle delle due punte Tévez e Morata. Il tecnico degli spagnoli, Luis Enrique, opta invece per il 4-3-3: davanti al portiere ter Stegen, la retroguardia è costituita da Jordi Alba e Dani Alves come terzini e da Piqué e Mascherano come difensori centrali. In mediana Busquets è affiancato da Rakitić e dal capitano Iniesta, mentre il tridente offensivo è formato da Neymar, Messi e Suárez.

## La partita
Il Barcellona passa già in vantaggio al 4' con Rakitić, che, servito da Iniesta, insacca in rete alle spalle di Buffon con un sinistro di prima intenzione da posizione ravvicinata, firmando subito l'1-0. La Juventus fatica a creare pericoli agli avversari, complice il gol patito a freddo, pervenendo al tiro solamente con Vidal, che dal limite dell'area non inquadra però lo specchio della porta. Gli spagnoli macinano invece gioco e sfiorano il raddoppio in tre occasioni: con un destro a giro di Neymar, terminato poco al di sopra della traversa; un tiro dalla distanza di Dani Alves, parato da Buffon, e una conclusione in diagonale di Suárez, che finisce a lato. Il primo tempo si chiude dunque con gli iberici avanti di misura.
Nella seconda frazione, i catalani vanno vicini al gol con Suárez e Messi, prima di subire tuttavia il pareggio ad opera degli italiani al 55': un colpo di tacco da parte di Marchisio lancia in contropiede Lichtsteiner, che appoggia a sua volta in mezzo all'area per Tévez, che con una girata di sinistro trova l'opposizione di ter Stegen, ma quest'ultimo nulla può sulla ribattuta di Morata, che insacca in rete da pochi passi per portare il risultato sull'1-1. Ciò porta i torinesi a spingersi in avanti, sfiorando il sorpasso con due tiri dalla distanza di Tévez e di Pogba, disinnescati dal portiere tedesco. Dopo un presunto fallo di Dani Alves ai danni di Pogba, non ritenuto punibile col calcio di rigore dall'arbitro Çakır, il Barcellona trova la rete del 2-1 al 68' nel momento migliore della Juventus: dopo aver dribblato Barzagli, Messi porta il pallone al limite dell'area e scocca il tiro da fuori, che viene respinto da Buffon, ma sulla seguente ribattuta è Suárez ad essere il più lesto, anticipando Evra per insaccare il gol del vantaggio. Dopo cinque minuti, gli spagnoli vanno ancora a segno, ma la rete di Neymar viene annullata per via di un tocco di mano dell'esterno brasiliano. Gli italiani provano a ristabilire la parità, però nell'ultimo minuto di recupero i catalani mettono la parola fine alla gara: sugli sviluppi di un calcio d'angolo per i torinesi, Messi avvia il contropiede solitario di Neymar, che, dopo uno scambio col subentrato Pedro, non sbaglia a tu per tu con Buffon e chiude la partita sul risultato di 3-1, consegnando agli iberici il loro quinto trofeo nella massima manifestazione continentale.
Per la Juventus si trattò della sesta finale persa, il che stabilì un nuovo record negativo nella competizione.

## Tabellino
| Arbitro: | Cüneyt Çakır |

|            |           |                                    |
| Morata 55’ | Marcatori | 4’ Rakitić 68’ Suárez 90+7’ Neymar |

| Juventus | Barcellona |

| P                    | 1  | Gianluigi Buffon     |     |     |
| D                    | 26 | Stephan Lichtsteiner |     |     |
| D                    | 15 | Andrea Barzagli      |     |     |
| D                    | 19 | Leonardo Bonucci     |     |     |
| D                    | 33 | Patrice Evra         |     | 89’ |
| C                    | 21 | Andrea Pirlo         |     |     |
| C                    | 8  | Claudio Marchisio    |     |     |
| C                    | 6  | Paul Pogba           | 41’ |     |
| C                    | 23 | Arturo Vidal         | 11’ | 79’ |
| A                    | 10 | Carlos Tévez         |     |     |
| A                    | 9  | Álvaro Morata        |     | 85’ |
| Panchina:            |    |                      |     |     |
| P                    | 30 | Marco Storari        |     |     |
| D                    | 5  | Angelo Ogbonna       |     |     |
| C                    | 11 | Kingsley Coman       |     | 89’ |
| C                    | 20 | Simone Padoin        |     |     |
| C                    | 27 | Stefano Sturaro      |     |     |
| C                    | 37 | Roberto Pereyra      |     | 79’ |
| A                    | 14 | Fernando Llorente    |     | 85’ |
| Allenatore:          |    |                      |     |     |
| Massimiliano Allegri |    |                      |     |     |

| P            | 1  | Marc-André ter Stegen |     |       |
| D            | 22 | Dani Alves            |     |       |
| D            | 3  | Gerard Piqué          |     |       |
| D            | 14 | Javier Mascherano     |     |       |
| D            | 18 | Jordi Alba            |     |       |
| C            | 4  | Ivan Rakitić          |     | 90+1’ |
| C            | 5  | Sergio Busquets       |     |       |
| C            | 8  | Andrés Iniesta        |     | 78’   |
| A            | 10 | Lionel Messi          |     |       |
| A            | 9  | Luis Suárez           | 70’ | 90+6’ |
| A            | 11 | Neymar                |     |       |
| Panchina:    |    |                       |     |       |
| P            | 13 | Claudio Bravo         |     |       |
| D            | 15 | Marc Bartra           |     |       |
| D            | 21 | Adriano               |     |       |
| D            | 24 | Jérémy Mathieu        |     | 90+1’ |
| C            | 6  | Xavi                  |     | 78’   |
| C            | 12 | Rafinha               |     |       |
| A            | 7  | Pedro                 |     | 90+6’ |
| Allenatore:  |    |                       |     |       |
| Luis Enrique |    |                       |     |       |